# Cons-Sainte-Colombe
Cons-Sainte-Colombe è un ex comune francese del dipartimento dell'Alta Savoia, nella regione dell'Alvernia-Rodano-Alpi. Dal 1º gennaio 2016 si è fuso con il comune di Marlens per formare il nuovo comune di Val de Chaise, del quale è ora frazione.

## Società

### Evoluzione demografica
Abitanti censiti